# Papengracht 8

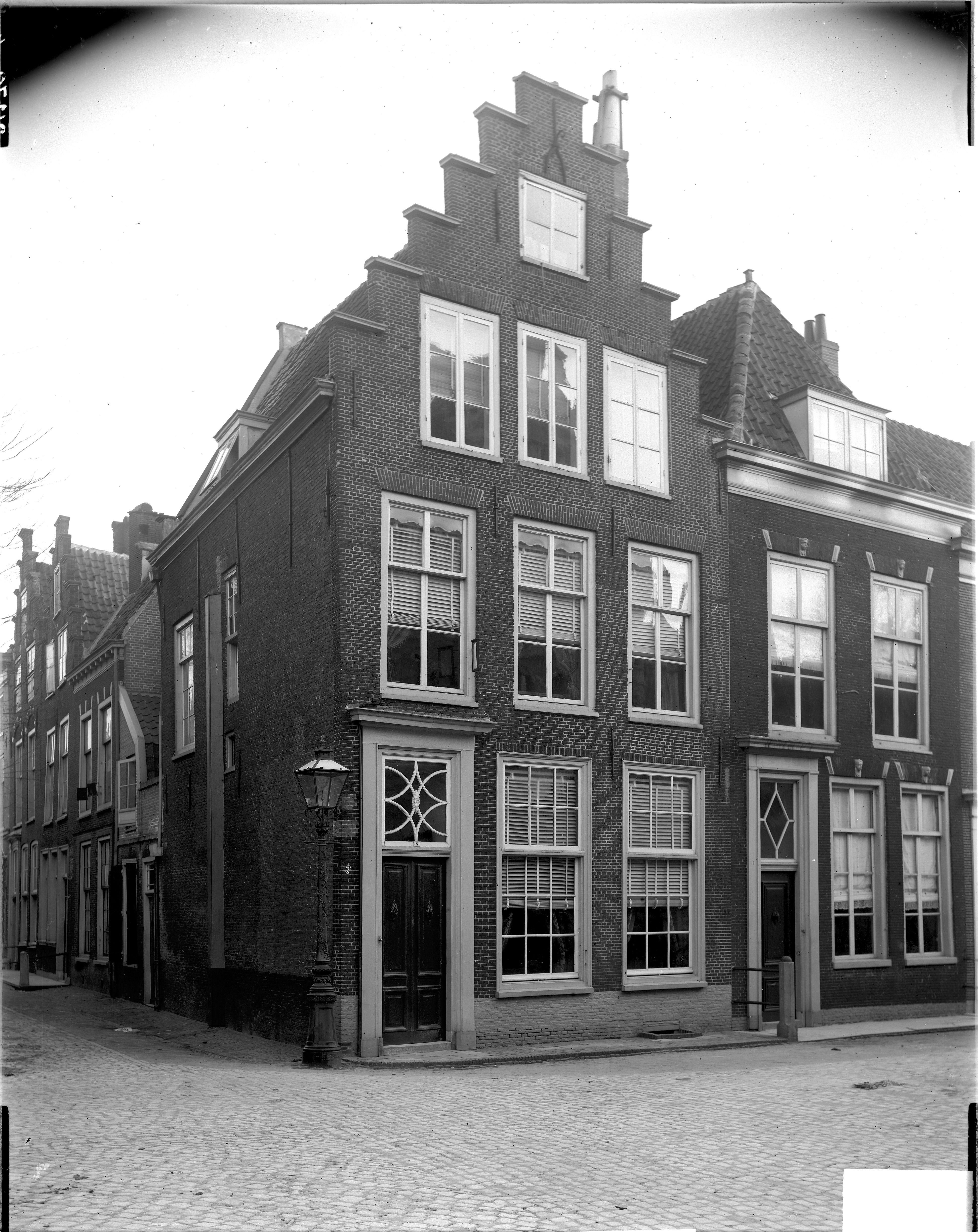
Papengracht 8 aan het einde van de 19de eeuw

Papengracht 8 is een rijksmonument aan de Papengracht in Leiden. Het pand met trapgevel werd gebouwd in de laatste helft van de 17e eeuw.

## Geschiedenis
Achter het trapgeveltje kon men eind 17e eeuw terecht voor allerhande kruidenierswaren. Exploitant Harman Egbertsz van Schieren verdiende hiermee de kost. In 1669 kocht hij dit nieuwbouwpand, gebouwd op de plek waar vanaf 1480 het Sionhofje had gestaan. Dit hofje was dermate in verval geraakt dat de regenten het rond 1668 verplaatsten naar de huidige Sionsteeg. De landmeter Johannes Dou moest het in percelen verdelen. De burgemeesters van Leiden lieten de 7 percelen veilig. En zo kwam Papengracht 8 in handen van Van Schieren. De winkel werd na diens dood 56 jaar lang voortgezet door de ex-koetsier Verdonk. Daarna nam diens dochter de winkel over tot in 1783. In de 19e eeuw hadden meerdere eigenaren studenten op kamers. Toen Stichting Leidse Studentenhuisvesting het huis in 1961 kocht, werd dit de officiële bestemming voor het hele huis. Het studentenhuis wordt ook wel Pap8 of Château Huit du Pape genoemd.